# Корд-сюр-Сьель (кантон)
Корд-сюр-Сьель (фр. Cordes-sur-Ciel, окс. Còrdas) — упразднённый кантон во Франции, находился в регионе Юг — Пиренеи, департамент Тарн. Входил в состав округа Альби.
Код INSEE кантона — 8109. Всего в кантон Корд-сюр-Сьель входили 17 коммун, из них главной коммуной являлась Корд-сюр-Сьель.
Кантон был упразднён в марте 2015 года.

## Население
Население кантона на 2009 год составляло 3862 человека.
| 1962 | 1968 | 1975 | 1982 | 1990 | 1999 | 2006 | 2009 |
| ---- | ---- | ---- | ---- | ---- | ---- | ---- | ---- |
| 3902 | 4141 | 3761 | 3636 | 3518 | 3640 | 3802 | 3862 |

## Коммуны кантона
| Коммуна           | Население, чел. (2010) | Почтовый индекс | Код INSEE |
| ----------------- | ---------------------- | --------------- | --------- |
| Амаран            | 70                     | 81170           | 81009     |
| Бурназель         | 177                    | 81170           | 81035     |
| Вендрак-Алерак    | 153                    | 81170           | 81320     |
| Донназак          | 84                     | 81170           | 81080     |
| Корд-сюр-Сьель    | 1011                   | 81170           | 81069     |
| Лабарт-Бле        | 83                     | 81170           | 81111     |
| Лакапель-Сегалар  | 96                     | 81170           | 81123     |
| Ле-Кабан          | 352                    | 81170           | 81045     |
| Ливе-Казель       | 235                    | 81170           | 81146     |
| Лубе              | 93                     | 81170           | 81148     |
| Музье-Панан       | 223                    | 81170           | 81191     |
| Ноай              | 206                    | 81170           | 81197     |
| Сен-Марсель-Камп  | 241                    | 81170           | 81262     |
| Сен-Мартен-Лагепи | 451                    | 81170           | 81263     |
| Суэль             | 186                    | 81170           | 81290     |
| Тоннак            | 124                    | 81170           | 81300     |
| Фроссей           | 97                     | 81170           | 81095     |